# Hans Eberhard Lorenz
Hans Eberhard Lorenz (* 3. März 1951) ist ein deutscher Richter.
Von 1978 bis 2016 war er im rheinland-pfälzischen Justizdienst tätig, von 1995 bis 2016 als Vorsitzender einer großen Strafkammer am Landgericht Mainz. In den Jahren 1995 bis 1997 leitete er zwei der drei Wormser Prozesse, in denen insgesamt 25 Personen des massenhaften Kindesmissbrauchs angeklagt waren und nach zweijähriger Verhandlungsdauer freigesprochen wurden. Die Kinder wurden damals per Video vernommen, eine Neuerung im deutschen Strafprozess, die zwei Jahre später Eingang in die Strafprozessordnung fand. Lorenz war in der Folge für die Bearbeitung von Fällen aus den Bereichen Kapitalverbrechen, organisierte Kriminalität, Drogendelikte und politische Vergehen zuständig.
Bereits während des Studiums war er freiberuflich Reporter, Filmemacher und Moderator im Südwestfunk, dem heutigen SWR. Von 1971 bis 2000 kommentierte er für das Regionalprogramm ca. 1000 Fußballspiele der 1., 2. und 3. Ligen. Er moderierte u. a. Fernsehsendungen wie Flutlicht und Glaskasten.
Seit 1984 ist Lorenz ehrenamtlich in der Sportgerichtsbarkeit aktiv. Im Südwestdeutschen Fußballverband (SWFV) amtierte er insgesamt 25 Jahre als Vorsitzender der Verbandsgerichts und Vizepräsident.
Von 1995 bis 2022 war er Mitglied des DFB-Sportgerichts, von 2007 bis 2022 als dessen Vorsitzender. In diesem Amt folgte ihm Stephan Oberholz nach. 2011 wurde Lorenz in die Disziplinarkommission der UEFA gewählt.
Im DFB ist er zudem als Schlichter in Streitigkeiten zwischen Vereinen und Trainern berufen. Lorenz ist Kuratoriumsmitglied der Sepp-Herberger-Stiftung.
Lorenz lebt im rheinhessischen Wöllstein. Er ist Vater von drei Kindern.